# Aminotransferase
Aminotransferasen of Transaminasen zijn enzymen die een transaminatiereactie tussen een aminozuur en een α-ketozuur katalyseren. Zij zijn belangrijk bij de synthese van aminozuren, die eiwitten vormen.

## Werkingsmechanisme
Een aminozuur bevat een amine (-NH2) groep. Een keto zuur bevat een keto (=O) groep. Bij transaminering wordt de -NH2 groep op het ene molecuul uitgewisseld met de =O groep op het andere molecuul. Het aminozuur wordt een ketozuur, en het ketozuur wordt een aminozuur.
De meeste transaminasen zijn eiwit-enzymen. Sommige transamineringsactiviteiten van het ribosoom blijken echter gekatalyseerd te worden door ribozymen (RNA-enzymen).
Transaminasen hebben het co-enzym pyridoxalfosfaat nodig, dat wordt omgezet in pyridoxamine in de eerste halfreactie, wanneer een aminozuur wordt omgezet in een ketozuur. Enzymgebonden pyridoxamine reageert op zijn beurt met pyruvaat, oxaloacetaat of alfa-ketoglutaraat, waardoor respectievelijk alanine, asparaginezuur of glutaminezuur ontstaat. In weefsels vinden veel transamineringsreacties plaats, gekatalyseerd door transaminasen die specifiek zijn voor een bepaald amino/ketozuurpaar. De reacties zijn gemakkelijk omkeerbaar, waarbij de richting wordt bepaald door het overschot aan reactanten. Deze omkeerbaarheid kan worden benut voor toepassingen in de synthetische chemie om waardevolle chirale aminen te synthetiseren. De specifieke enzymen worden genoemd naar een van de reactieparen, bijvoorbeeld; de reactie tussen glutaminezuur en pyrodruivenzuur om alfa-ketoglutaarzuur en alanine te maken wordt alaninetransaminase genoemd.